# Nyad
Nyad é um filme  de drama esportivo biográfico americano de 2023, dirigido por Elizabeth Chai Vasarhelyi e Jimmy Chin, a partir de um roteiro escrito por Julia Cox. É estrelado por Annette Bening como a nadadora Diana Nyad, ao lado de Jodie Foster e Rhys Ifans. O filme é a estreia na direção de um longa narrativo de Vasarhelyi e Chin e é baseado na autobiografia de Nyad, Find a Way.
Teve sua estreia mundial no 50º Festival de Cinema de Telluride em 1º de setembro de 2023. Foi lançado em cinemas selecionados em 20 de outubro de 2023, antes de ser transmitido na Netflix em 3 de novembro. O filme recebeu críticas positivas, com elogios especiais às atuações de Bening e Foster. Ambas receberam indicações no Globo de Ouro, Screen Actors Guild e no Oscar.

## Enredo
Nyad é uma biografia de Diana Nyad, interpretada por Annette Bening. O filme descreve seus esforços para nadar de Cuba até a Flórida sem uma gaiola para tubarões.

## Elenco
- Annette Bening como Diana Nyad[4]
  - Anna Harriette Pittman como Diana, 14 anos
- Jodie Foster como Bonnie Stoll[5]
- Rhys Ifans como John Bartlett[6]
- Karly Rothenberg como Dee Brady
- Jeena Yi como Angel Yanagihara
- Luke Cosgrove como Luke Tipple
- Eric T. Miller como Jack Nelson
- Garland Scott como Jon Rose
- Johnny Carson como ele mesmo

## Produção
Em janeiro de 2022, foi anunciado que a Netflix distribuirá o filme. Em março de 2022, foi anunciado que a produção estava em andamento.

## Lançamento
Teve sua estreia mundial no 50º Festival de Cinema de Telluride em 1 de setembro de 2023. Teve sua estreia internacional em 12 de setembro, no 48º Festival Internacional de Cinema de Toronto. Foi lançado em cinemas selecionados em 20 de outubro de 2023, antes de ser transmitido na Netflix em 3 de novembro.

## Recepção
No site agregador de resenhas Rotten Tomatoes, 86% das 158 resenhas dos críticos são positivas, com uma classificação média de 7/10. O consenso do site diz: "Nyad é uma cinebiografia esportiva edificante estritamente nos méritos de sua história, mas são as performances excepcionais de Annette Bening e Jodie Foster que realmente mantêm este filme à tona." O Metacritic, que usa uma média ponderada, atribuiu ao filme uma pontuação de 64 em 100, com base em 35 críticos, indicando críticas "geralmente favoráveis".
Richard Roeper chamou o filme de "cinema biográfico estimulante" e declarou: "Quando Bening e Foster estão juntas na tela, é a magia do cinema. Elas não têm apenas química; elas são professoras de química." Siddhant Adlakha do Mashable escreveu: "É um filme em que a idade é tanto um obstáculo quanto uma força, e permite que Bening e Foster interpretem suas idades graciosamente, como atrizes na casa dos sessenta. O que quer que seja difícil dizer sobre coragem no rosto de feridas de décadas passadas, ele consegue dizer dez vezes mais sobre a maneira como seus personagens escolhem viver agora. Nyad constrói crescendos emocionais exuberantes que parecem saídos diretamente do manual biográfico de Hollywood, mas essas cenas transcendem o clichê graças às performances emocionalmente ressonantes em seu núcleo." Ele criticou o tratamento do enredo do abuso como "narrativamente equivocado", mas disse "graças ao foco inflexível [do filme] na tensão física e no sofrimento - é a Paixão aquática de Cristo - ele mantém riscos suficientes e intensidade esporádica para sobreviver". Escrevendo para o The New York Times, Amy Nicholson disse que as cenas de Bening e Foster juntas "capturam décadas de camaradagem em uma taquigrafia sem esforço".
Escrevendo para o Vulture, Alison Willmore elogiou como o filme evita as convenções biográficas de tornar o protagonista simpático, bem como o compromisso de Bening com o papel e a transformação física. Ela disse: "Apesar dessa dedicação, há um vazio na forma como o filme caracteriza seu protagonista, o que significa que a atuação de Bening nunca ressoa totalmente", acrescentando "nunca vemos nada disso ou muito do que é a vida [de Diana] fora do treinamento". Christy Lemire, do RogerEbert.com, escreveu: "Há uma história mais espinhosa, confusa e muito mais provocativa a ser contada aqui, por isso é frustrante que os cineastas optem pela inspiração fácil." Ela notou como o filme curiosamente pula a história de embelezamento de Nyad, mas elogiou a atuação em particular, dizendo "é uma alegria ver Foster mergulhar neste tipo de papel divertido e substancial mais uma vez. Bonnie é a única pessoa que irá denuncie Diana por seu comportamento desagradável - pelo menos até Rhys Ifans chegar mais tarde como o capitão prático do barco que navega ao lado de Diana durante tentativa após tentativa conturbada. Lemire concluiu Nyad "pode não ser o melhor filme sobre... conquistas, mas é suficientemente divertido".
Rex Reed chamou-o de "um filme de alegria incomum" que "ressoa muito depois do quadro final" e elogiou muito as atuações de Bening e Foster. Peter Travers disse que o desempenho de Bening é "atuação de corpo e alma no auge", e referiu-se a Foster como "uma explosão exuberante", continuando: "Seu trabalho em equipe é uma coisa linda." Leonard Maltin nomeou Nyad como um de seus filmes favoritos de 2023: "Nyad é um filme biográfico atraente que poderia ter sido brando, didático ou enfadonho. Em vez disso, nas mãos dos documentaristas Jimmy Chin e Elizabeth Chai Vasarhelyi, com um roteiro inteligente por Julia Cox, ele dispara. Um dos grandes prazeres deste ano foi assistir Annette Bening e Jodie Foster juntas, habitando suas personagens tão completamente que nem parecia atuar. Eu também indicaria Rhys Ifans como Melhor Ator Coadjuvante.

## Prêmios e indicações
| Associações                                          | Data da cerimônia       | Categoria                                                   | Nomeações                                                                                    | Resultado   |
| ---------------------------------------------------- | ----------------------- | ----------------------------------------------------------- | -------------------------------------------------------------------------------------------- | ----------- |
| The Queerties                                        | 28 de fevereiro de 2023 | Próxima Grande Coisa                                        | NYAD                                                                                         | Indicado    |
| Mill Valley Film Festival                            | 16 de outubro de 2023   | Roteiristas de variedades para assistir                     | Julia Cox                                                                                    | Venceu      |
| Hollywood Music in Media Awards                      | 15 de novembro de 2023  | Trilha Sonora Original – Longa-Metragem                     | Alexandre Desplat                                                                            | Indicado    |
| Washington D.C. Area Film Critics Association Awards | 10 de dezembro de 2023  | Melhor Atriz Coadjuvante                                    | Jodie Foster                                                                                 | Indicada    |
| Associação de Críticos de Cinema de Chicago          | 12 de dezembro de 2023  | Melhor Atriz Coadjuvante                                    | Jodie Foster                                                                                 | Indicada    |
| Dallas-Fort Worth Film Critics Association           | 12 de dezembro de 2023  | Melhor Atriz Coadjuvante                                    | Jodie Foster                                                                                 | Vice-campeã |
| Sociedade dos Críticos de Cinema de San Diego        | 19 de dezembro de 2023  | Melhor Atriz Coadjuvante                                    | Jodie Foster                                                                                 | Indicada    |
| Dublin Film Critics Circle Awards                    | 19 de dezembro de 2023  | Melhor Atriz                                                | Annette Bening                                                                               | 8º lugar    |
| Alliance of Women Film Journalists                   | January 3, 2024         | Grand Dame por desafiar o preconceito de idade              | Jodie Foster                                                                                 | Indicada    |
| Alliance of Women Film Journalists                   | January 3, 2024         | Grand Dame por desafiar o preconceito de idade              | Annette Bening                                                                               | Venceu      |
| Alliance of Women Film Journalists                   | January 3, 2024         | Atuação mais ousada                                         | Annette Bening                                                                               | Indicada    |
| Prêmios Globo de Ouro                                | 7 de janeiro de 2024    | Melhor Atriz em Filme – Drama                               | Annette Bening                                                                               | Indicada    |
| Prêmios Globo de Ouro                                | 7 de janeiro de 2024    | Melhor Atriz Coadjuvante                                    | Jodie Foster                                                                                 | Indicada    |
| San Francisco Film Critics Circle                    | 9 de janeiro de 2024    | Melhor Atriz Coadjuvante                                    | Jodie Foster                                                                                 | Indicada    |
| Columbus Film Critics Association                    | 9 de janeiro de 2024    | Melhor Atuação Coadjuvante                                  | Jodie Foster                                                                                 | Venceu      |
| Prêmios Critics' Choice Movie                        | 14 de janeiro de 2024   | Melhor Atriz Coadjuvante                                    | Jodie Foster                                                                                 | Indicada    |
| AARP Movies for Grownups Awards                      | 17 de janeiro de 2024   | Melhor Atriz Coadjuvante                                    | Jodie Foster                                                                                 | Venceu      |
| AARP Movies for Grownups Awards                      | 17 de janeiro de 2024   | Melhor Atriz                                                | Annette Bening                                                                               | Venceu      |
| Women Film Critics Circle                            | 18 de dezembro de 2023  | Melhor Atriz                                                | Annette Bening                                                                               | Vice-campeã |
| Women Film Critics Circle                            | 18 de dezembro de 2023  | Melhor Atriz Coadjuvante                                    | Jodie Foster                                                                                 | Indicada    |
| Women Film Critics Circle                            | 18 de dezembro de 2023  | Melhor Igualdade dos Sexos                                  | NYAD                                                                                         | Indicado    |
| Women Film Critics Circle                            | 18 de dezembro de 2023  | Melhor Casal de Tela                                        | Annette Bening & Jodie Foster                                                                | Venceu      |
| Make-Up Artists and Hair Stylists Guild              | 18 de fevereiro de 2024 | Melhor Maquiagem Contemporânea em Longa-metragem            | Felicity Bowring, Ann Maree Hurley, Julie Hewett, Mahar Lessner                              | Indicados   |
| Make-Up Artists and Hair Stylists Guild              | 18 de fevereiro de 2024 | Melhor Estilo de Cabelo Contemporâneo em Longa-metragem     | Daniel Curet, Vanessa Columbo, Enzo Angileri, Darlene Brumfeld                               | Indicados   |
| Costume Designers Guild Awards                       | 21 de fevereiro de 2024 | Excelência em Cinema Contemporâneo                          | Kelli Jones                                                                                  | Indicada    |
| Visual Effects Society Awards                        | 21 de fevereiro de 2024 | Excelentes efeitos visuais de apoio em um recurso fotorreal | Jake Braver, Fiona Campbell, Westgate R., Christopher White, Mohsen Mousavi, Dann Tarmy      | Venceram    |
| Visual Effects Society Awards                        | 21 de fevereiro de 2024 | Simulações de efeitos excepcionais em um recurso fotorreal  | Korbinian Meier, Sindy Saalfeld, David Michielsen, Andreas Vrhovsek (por águas tempestuosas) | Indicados   |
| Screen Actors Guild Awards                           | 24 de fevereiro de 2024 | Melhor Atriz em um Papel Principal                          | Annette Bening                                                                               | Indicada    |
| Screen Actors Guild Awards                           | 24 de fevereiro de 2024 | Melhor Atriz em um Papel Coadjuvante                        | Jodie Foster                                                                                 | Indicada    |
| Oscar                                                | 10 de março de 2024     | Melhor Atriz                                                | Annette Bening                                                                               | Indicada    |
| Oscar                                                | 10 de março de 2024     | Melhor Atriz Coadjuvante                                    | Jodie Foster                                                                                 | Indicada    |
| GLAAD Media Awards                                   | 14 de março de 2024     | Melhor Filme – Streaming ou TV                              | NYAD                                                                                         | Pendente    |

## Precisão histórica

### Ratificação e registro de controvérsias
A travessia de Nyad de Cuba para a Flórida exigiu quatro tentativas em quatro anos, mas perdeu seu reconhecimento formal do Guinness Book of World Records devido à controvérsia entre as principais organizações de natação sobre se a natação poderia realmente ser autêntica, com base nas evidências existentes.
Nyad primeiro buscou o reconhecimento formal de seu feito junto a figuras importantes da comunidade da natação de maratona logo após completar sua natação em 2013, mas ela foi imediatamente questionada sobre que tipo de equipamento ela usava, o quanto sua tripulação a ajudou na água e por que sua velocidade quase dobrou em algumas partes da natação.
De acordo com uma entrada da Openwaterpedia de 2014, a Florida Straits Open Water Swimming Association (FSOWSA), que não existia na época da natação, foi criada para estabelecer regras e padrões para ratificar a natação de Nyad em 2013 para Cuba, mas de acordo com um dos principais organizações de maratona, a World Open Water Swimming Association (WOWSA), fundada em 2008, há evidências limitadas de que a FSOWSA existe.
Em 2018, de acordo com a Time, Nyad entrou em contato com a World Open Water Swimming Association (WOWSA) para solicitar o reconhecimento oficial de sua natação, mas na época não existiam padrões oficiais para ratificar tal natação além daqueles seguidos pela English Channel Association.
O Los Angeles Times informou que Nyad já havia mentido sobre seu histórico de natação. Ela afirmou ter ficado em sexto lugar nas seletivas olímpicas de 1968, às quais ela nunca compareceu. Ela também afirmou em seu livro de memórias de 2015, Find a Way, que serviu de base para o filme, que ela foi a primeira pessoa a nadar em torno de Manhattan, quando na verdade era a sétima.
Alguns apoiantes de Nyad rejeitaram o escrutínio da nadadora como uma resposta sexista a uma mulher poderosa, mas os seus detratores rebateram que a maratona de natação é um dos poucos desportos em que as mulheres frequentemente superam os homens nas competições. Atletas como Gertrude Ederle, Greta Andersen, Shelley Taylor-Smith e Cindy Nicholas foram celebradas pela comunidade da natação por superar os homens em resistência e velocidade.
A nadadora de maratona e jornalista Elaine K. Howley declarou: “Os amantes de Nyad sempre nos dizem que somos anti-mulheres, anti-gays, e isso não poderia estar mais longe da verdade. Descobri que a maratona de natação é incrivelmente favorável aos LGBTQ+ e acolhedora para mulheres mais velhas. Isso tudo é um espantalho. Só porque alguém faz parte de um grupo marginalizado não significa que não se possa fazer perguntas quando essa pessoa faz afirmações extraordinárias.”
Em setembro de 2023, imediatamente após a estreia de Nyad no Festival de Cinema de Telluride, a World Open Water Swimming Association (WOWSA) revisou sua investigação e relatório de 2022 rejeitando a validade da natação de Nyad de Cuba para a Flórida em 2013 e afirmou que várias páginas foram "vandalizadas" pelo fundador da WOWSA, Steve Munatones. O conselho da WOWSA anunciou mais uma vez que não poderia reconhecer a natação. Este julgamento foi baseado em nove horas que não foram documentadas em registros de observadores designados durante a natação, relatos conflitantes de membros da tripulação, e dados de GPS mostrando velocidades excepcionalmente altas de até 4,0 milhas por hora. Para contextualizar, a natação olímpica de 400 metros, recorde mundial de Michael Phelps em 2002, tinha um ritmo de cerca de 3,7 milhas por hora em um tempo de 4 minutos e 3 segundos. Nyad tinha 64 anos na época da natação e afirma que essa velocidade muito alta veio da ajuda das correntes oceânicas.
A WOWSA julgou a natação de Nyad com base nos padrões de documentação estabelecidos pela English Channel Association, fundada em 1927. De acordo com NyadFactCheck.com, Nyad fez três tentativas fracassadas de nadar no Canal da Mancha, uma luta que foi retratada no documentário de 1978 celebrando sua ambição diante do fracasso, "Coragem para o sucesso". A English Channel Association não publica nenhum registro de sua tentativa de nadar.
Steve Munatones, fundador da WOWSA, vinha tentando pressionar pela ratificação da natação de Nyad e, consequentemente, foi reestruturado em sua própria organização. Munatones serviu como consultor para o filme Nyad, estrelado por Annette Bening e Jodie Foster e, junto com Evan Morrison da Marathon Swimming Federation, encorajou a comunidade de natação de maratona a abraçar Nyad, a fim de trazer mais visibilidade para seu esporte.
Evan Morrison, da Marathon Swimming Federation (MSF), a outra grande organização de natação de maratona, declarou: "O que a nova administração da WOWSA parece não entender, já que não existiam na época, é que em 2013, não havia nenhum sistema de ratificação para natação individual independente, ou padrões de documentação geralmente aceitos." Em 2022, MSF concluiu uma extensa análise da natação e reconheceu-a como uma natação "assistida", o que indica que a nadadora foi tocada por sua tripulação e usou uma roupa de neoprene especial com ferrão para protegê-la de águas-vivas, em vez de ficar intocado e usar o traje de banho do dia a dia usado para nadar "sem ajuda".
Em resposta ao julgamento da WOWSA de 2023, o Guinness Book of World Records revogou o reconhecimento da conquista de Nyad. Nyad respondeu dizendo "Talvez eu tenha tido muita arrogância, tipo, 'Não preciso provar isso a ninguém.' Esse é o meu mal".
Nyad acredita que se ela tivesse se envolvido mais com a maratona de natação antes de tentar nadar, ela poderia ter evitado o alto nível de controvérsia que enfrentou. “Os nadadores de maratona são uma raça especial; é um esporte cansativo e eles sofrem”, disse Nyad à Time. O esporte está repleto de pessoas que realizaram feitos atléticos incríveis, nadando dia e noite sem parar, expostas a condições climáticas extremas e à perigosa vida marinha. Literalmente centenas deles escreveram livros e tiveram documentários feitos sobre eles - mas Nyad, que com uma carreira de décadas em radiodifusão e jornalismo impresso "é talvez a atleta mais conhecida em um esporte que poucas pessoas conhecem... com ainda menos representantes conhecedores da mídia." Os benefícios que ela desfrutou de suas conexões com a mídia de elite, combinados com suas falsas declarações sobre suas conquistas, desencadearam antagonismo em uma comunidade repleta de atletas talentosos.

### Discrepâncias na representação do filme
O filme simplifica a natação de Nyad de Cuba até a Flórida, mostrando-a com apenas uma embarcação e visando uma natação "sem assistência", o que deturpa o evento real envolvendo várias embarcações, uma tripulação abrangente e o uso de um traje de ferrão que contradiz a afirmação sem assistência. O filme dramatiza eventos que não ocorreram, como um encontro com um tubarão, que nunca aconteceu durante a tentativa de 2013, mas afetou maratonas documentadas de outros atletas. Também a retrata de forma imprecisa completando uma natação no Canal da Mancha, o que os registros oficiais mostram que ela nunca fez, e dá a ela o extraordinário tempo de travessia do Canal da Mancha de 7,5 horas, o que tornaria seu tempo de 10 minutos mais rápido do que a atual detentora do recorde de natação mais rápida de uma mulher (ou lady, no jargão do Canal), a americana Peggy Lee Dean.